# ابنة القس (رواية)
ابنة القس هي رواية من تأليف الكاتب الإنجليزي جورج أورويل نُشرت في عام 1935. تحكي الرواية قصة دوروثي هير –ابنة القس المذكورة في العنوان– عندما انقلبت حياتها رأسًا على عقب بعدما أصيبت بنوبة فقدان الذاكرة. تُعد تلك الرواية أهم رواية تجريبية لأورويل، وهي تحتوي على فصل مكتوب بالكامل بالصيغة الدرامية. ولكن أورويل لم يرضَ بها مطلقًا وأمر بالتوقف عن طباعتها بعد وفاته. على الرغم من تلك التعليمات، وافق أورويل على طباعة نسخ رخيصة من «أي كتاب من شأنه أن يجني بعض الجنيهات للورثة» عقب وفاته.

## خلفية
بعدما عاد أورويل من باريس في ديسمبر 1929، استقر في منزل أبَويه 5 أعوام في ساوثوُلد، وهي مدينة إقليمية على ساحل سوفولك الشرقي. كانت أُسرته متأصلة في المجتمع المحلي، فتَعرَّف عديدًا من أفراده، وكانت أخته أفريل تدير محل شاي هنالك. تقدّم لخطبة بريندا سالكيلد (كانت أستاذة رياضة في مدرسة سانت فيليكس، وابنة قس)، ورفضتْ، لكنهما بقيا سنوات عديدة على صداقة ومراسلة حول عمله.
كان يكتب في ساوثوُلد، وكان يدرّسه رانا بالاج، وواصل استكشافاته المتقطعة التي كان يخرج فيها متخفيًا في صورة متسكع يطوف في لندن وحولها. وفي أغسطس وسبتمبر من 1931 قضى شهرين مشتغِلًا شغلًا مؤقتًا بقطف عشبة الدينار في كِنت، وكان هذا من تقاليد الطرف الشرقي من لندن. وأثناء ذلك عاش في كوخ كغيره من العمال، وكان له دفتر يوميات يواظب على الكتابة فيه، وجاء فيه وصف «جِنجَر» و«ديفي»، وورد في الرواية كثير مما في هذا الدفتر.
في أول 1932 اشتغل مدرِّسًا في مدرسة خاصة بمنطقة صناعية في هايز بغرب لندن. وكانت المدرسة لِمدير مصنع محلي للفونغرافات، وكان فيها 20 صبيًّا فقط، هم أبناء تجار وأصحاب متاجر محليين. وقد تآلف أورويل والخوري المحلي، وشارك في الكنيسة المحلية. وبعد 4 فصول دراسية انتقل إلى مدرسة أكبر، كان فيها 200 تلميذ، في أوكسبريدج (إحدى ضواحي ميدلسكس، في أقصى شمال غرب لندن). لكنه أُصيب بالتهاب رئوي بعد فصل واحد، وفي يناير 1934 عاد إلى ساوثوُلد ليتعافى. ولم يرجع إلى التدريس بعدها.
بدأ أورويل كتابة ابنة القس في منتصف يناير 1934، وختمها في 3 أكتوبر من العام نفسه. وبعدما أرسلها إلى وكيله ليونارد مور، رحل إلى ساوثوُلد ليعمل بدوام جزئي في مكتبة بمنطقة هامبستيد. وبعد عدة تعديلات في اللحظات الأخيرة خوفًا من دعاوي التشهير، نشرتها دار غولنتش في 11 مارس 1935.

## الشخصيات
- دوروثي هير: عانس في أواخر العشرينيات من عمرها تفتقر القدرة على توجيه حياتها وينتهي بها الحال ضحية في جميع المواقف. اعتمدت درورثي على والدها في توفير مسكن لها، ثم على صديقها نوبي في توفير سبل الحياة والتوجيه، ثم على زملائها في العمل في توفير الطعام في حقول الجنجل، ثم على ابن عم والدها في إتاحة فرصة عمل لها، ثم على السيدة كريفي التي أتاحت مدرستها وظيفة واحدة فقط من أجلها، وأخيرًا على السيد واربتون الذي ساعدها على العودة لمنزلها.
- الكاهن تشارلز هير: والد دوروثي، رجل دين أناني لا تظهر روحانيته أو عطاءه إلا بصفة رسمية فقط. فهو يعتقد أن التجار وطبقة العمال أدنى منه في المكانة، ويأبى أن يدفع لهم المال. وهو يمتلك مخزونًا متضائلًا من المال، حتى ينتهي به الحال مديونًا بشدة.
- السيد واربرتون: رجل أعزب ودود مرتاح البال في أواخر الأربعينيات من عمره. أنجب ثلاثة أطفال غير شرعيين (يدعوهم بـ«اللقطاء») من عشيقته الإسبانية دولورس. يراه الناس عديم الأخلاق.
- السيدة إيفيلينا سيمبريل: سيدة نمامة حاقدة من بلدة نايب هيل. نالت جزاء أفعالها عندما قُوضيت بالتشهير.
- نوبي: متشرد يعيش على التسول والعمل العارض والجرائم الصغيرة. انتهى به الحال مقبوضًا عليه بتهمة السرقة عندما كان يعمل في حقول الجنجل.
- السير توماس هير «البارون طيب القلب خفيف الظل»: شخصية أرستقراطية تهكمية مستوحاة من أعمال الكاتب الساخر بيلهام جرينفيل وودهاوس.
- السيدة كريفي: مالكة مدرسة صغيرة تتسم باللؤم والشح، وهي تنتشي من انتصاراتها الصغيرة على حساب غيرها.

## المواضيع الرئيسة
تضطر دوروثي بحكم أحوالها المادية إلى العمل بجهد مفرط. وفي جميع الأحوال تضطرها الأجور الضئيلة إلى التقيد بوظيفتها المضنية وحياة الخضوع والتبعية. صوّر أورويل القوى المنهجية التي تفرض سلاسل العبودية والخضوع في كل بيئة تحيط بدوروثي. استغل المؤلف مساعي دوروثي الخيالية في نقد بعض المؤسسات بعينها. ففي حالة حقول حصد الجنجل، انتقد أورويل أسلوب خفض أجور العاملين بشكل ممنهج مع تقدم موسم الحصاد، وانتقد الأجور المتدنية أيضًا من البداية. وصف المؤلف حياة العامل اليدوي متضمنًا حالة الإرهاق المستمر التي تقضي على إمكانية الاعتراض على أحوال العمل القاسية. صوّر أورويل كذلك إحساس النشوة الغريب المصاحب ليوم طويل ورتيب من العمل اليدوي. وصف المؤلف موقف العمال الموسميين الذين يتعهدون بعدم العودة لذات العمل في العام المقبل، وبطريقة ما يتناسون المصاعب التي واجههتم ويتذكرون المظاهر الإيجابية فقط مع مرور بقية العام، حتى ينتهي بهم المطاف في ذات العمل من جديد.
انتقد أورويل أيضًا نظام المدارس الخاصة في إنجلترا الذي شهده في عهده، إذ كتب نقدًا بطول صفحتين يصف فيها كيف أفسدت المصالح الرأسمالية نظام المدارس وجعلته عبثًا عديم الفائدة. يظهر هجومه الموجه نحو الدوافع التجارية في مقولة السيدة كريفي: «لا آبه بتنمية عقول الأطفال، بل جل ما أريده المال». يتجلى ذلك في تحيزها الصريح لصالح أطفال الأثرياء، وإهانتها لأطفال الفقراء. فهي تعطي قطع اللحم الجيدة لأطفال الأثرياء، وقطع اللحم الدهنية لأطفال متوسطي الحال، بينما تحكم على أطفال الفقراء بحقائب الغداء البنية، وتجعلهم يأكلون في غرفات الدراسة بعيدًا عن بقية الأطفال.

## وصلات خارجية
- A Clergyman’s Daughter at Faded Page (Canada)